# Wilhelm Freudenberg (Paläontologe)
Wilhelm Freudenberg (* 17. Mai 1881 in Weinheim; † 28. Januar 1960 ebenda) war deutscher Paläontologe. Neben seiner Forschungsarbeit hatte er eine Professur in Göttingen und war Kustos für Mineralogie und Geologie an den Landessammlungen für Naturkunde in Karlsruhe.

## Leben
Freudenberg entstammte einer angesehenen Weinheimer Familie und hatte von Kindheit an einen ausgeprägten Forscherdrang. Er studierte an der Eberhard Karls Universität Tübingen Geologie, Paläontologie, Urgeschichte und Anthropologie und unternahm zahlreiche Studien- und Forschungsreisen. Dort wurde er im WS 1900/1901 Mitglied der Tübinger Burschenschaft Derendingia. 1906 war er als Staatsgeologe am Instituto Geologico der Republik Mexico angestellt. Später beteiligte er sich an zahlreichen Grabungen in Südwestdeutschland und Niederösterreich und wies mehrere bis dahin nicht bekannte Arten nach. In der Umgebung seiner Heimatstadt Weinheim ergrub er den Unterkiefer eines rund 500.000 Jahre alten Urelefanten, in der Sandgrube von Mauer, der Fundstelle des Unterkiefers von Mauer, wies er Urformen von Hyäne und Flusspferd (Trogontherium und Homotherium) nach, er untersuchte Aufschlüsse aus Tertiär und Quartär in der Pfalz, in Rheinhessen und an der Bergstraße und veröffentlichte bereits 1914 ein umfassendes Werk über die Säugetiere des älteren Quartärs in Mitteleuropa. Für seine Leistungen wurde er mit Dozenturen an der Universität Tübingen und der Universität Göttingen versehen, die er jedoch nicht mehr wahrnahm – Grund waren Schussverletzungen, die er bei einem Überfall auf das Haus seiner Eltern erlitten hatte. Stattdessen zog er sich aus der Öffentlichkeit zurück und vertiefte sich in seine Studien, wo ihn mehr und mehr die Suche nach früh- oder vormenschlichen Überresten beschäftigte. Von 1920 bis 1938 fand er Überreste von angeblich sechs Hominidengattungen in Mauer, Bammental und Lützelsachsen. 1944 wurde er als Vetter von Richard Freudenberg wegen staatsfeindlicher Äußerungen zeitweise inhaftiert.
Freudenbergs Veröffentlichungen gelten inzwischen größtenteils als überholt. Kritik an Freudenberg setzte bereits zu dessen Lebzeiten ein, als er begann, aufgrund von einzelnen Knochensplittern oder Zähnen neue Hominiden-Arten zu beschreiben. Sein Werk gilt als widersprüchlich, da er manche seiner Befunde teils noch selbst widerrufen hat.

## Stirnbeinfragment von Mauer
Am 16. Oktober 1933 fand Freudenberg in der Sandgrube von Mauer etwa sieben Meter über der Fundschicht des 1907 aufgefundenen Unterkiefers von Mauer ein Stirnbeinfragment, das – wie der Unterkiefer – möglicherweise ebenfalls vom Homo heidelbergensis stamme, da der Fund trotz der unterschiedlichen Fundtiefe noch immer in derselben geologischen Schicht geborgen worden sei. In den 1980er-Jahren wurde das Alter des Stirnbeinfragments auf zwischen 430.000 und 480.000 Jahre bestimmt.

## Schriften
- Geologie von Mexiko dargestellt nach der Literatur und nach eigenen Forschungen. Gebrüder Borntraeger, Berlin 1921 (Archive).
- Die Rheintalspalten bei Weinheim an der Bergstrasse aus tertiärer und diluvialer Zeit. In: Centralblatt für Mineralogie, Geologie und Paläontologie. 1906, S. 667–678 (zobodat.at [PDF]) und 698–709 (zobodat.at [PDF]).
- Die Fauna von Hundsheim in Niederösterreich. In: Jahrbuch der Geologischen Bundesanstalt. Band 58, 1908, S. 197–222 (zobodat.at [PDF]).